# Escarabajo

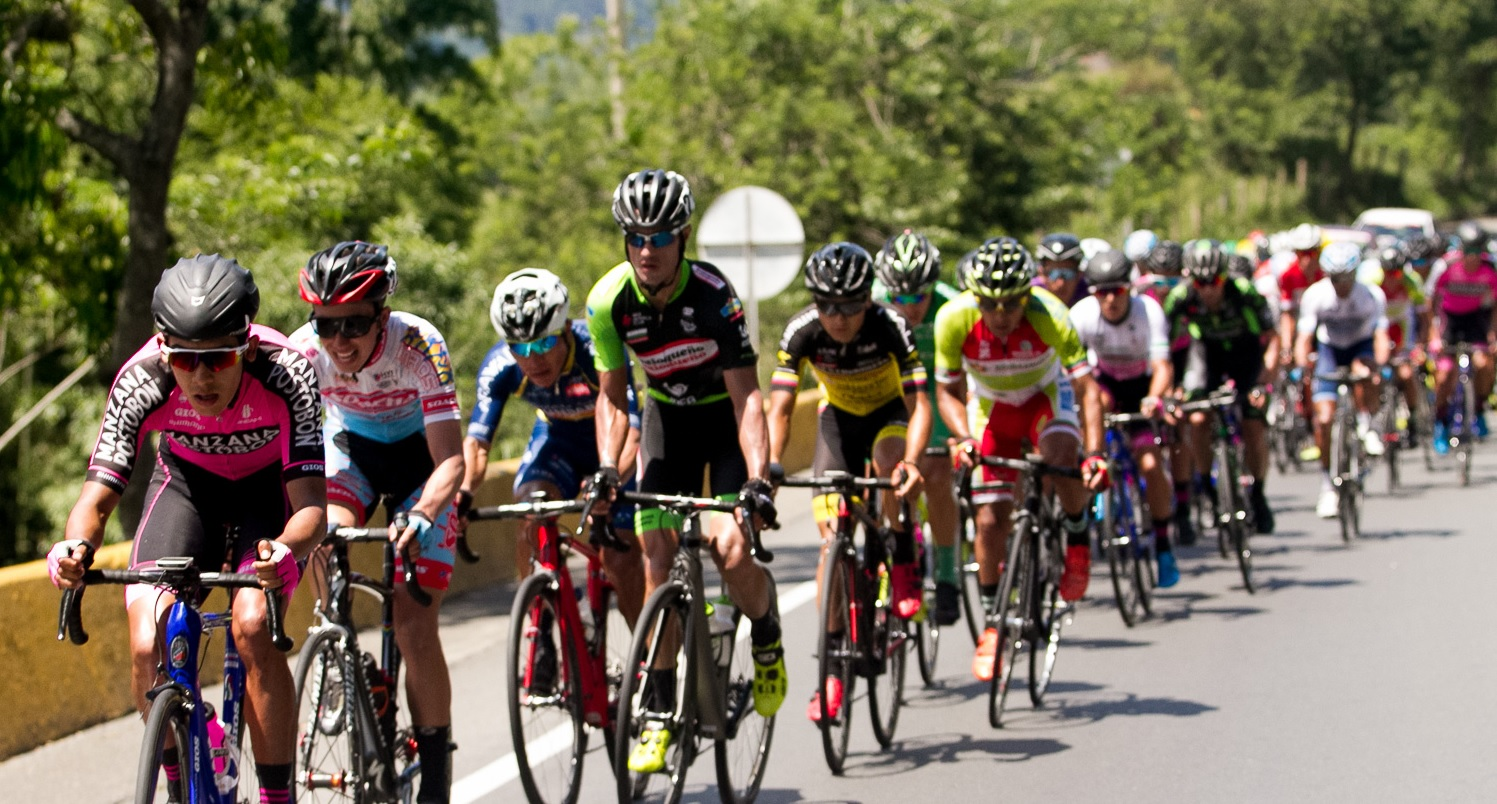
escarabajo : surnom utilisé dans le sport cycliste pour désigner les grimpeurs colombiens.

Un escarabajo (« scarabée ») est un surnom utilisé dans le sport cycliste [Par qui ?] pour désigner les coureurs colombiens, en particulier les grimpeurs.

## Origine du surnom
Le surnom est né en 1952, avec la popularisation du cyclisme en Colombie et la création de le Tour de Colombie. Il devient populaire en Europe dans les années 1970 et 1980 à la suite du succès des cyclistes colombiens dans les compétitions internationales,,,. Martin « Cochise » Rodriguez est le premier colombien à participer au Tour de France et au Tour d'Italie, dont il remporte deux étapes en 1973 et 1975. Lucho Herrera est lui l'une grande star du peloton des années 1980, remportant notamment un Tour d'Espagne, lors de l'édition de 1987, deux Critériums du Dauphiné, les classements de meilleur grimpeur sur les trois grands tours ainsi que huit étapes. Ces cyclistes montrent leurs compétences dans les étapes de montagne, bien que dans d'autres types de terrains, principalement dans les courses de plat, ils remportent moins de succès en raison de leur physique.

## Escarabajosnotables
Depuis le début des années 2000, et même si la grande majorité des coureurs colombiens restent des grimpeurs, d'autres réussissent à s'illustrer sur d'autre terrains : Santiago Botero remporte un championnat du monde du contre-la-montre, en 2002, tandis que Fernando Gaviria s'impose comme l'un des meilleurs sprinteurs du peloton de la fin des années 2010. D'autres coureurs comme Rigoberto Uran ou Egan Bernal présentent eux un profil véritablement complet, mêlant de bonnes aptitudes en contre-la-montre à un talent naturel en montagne.
Les escarabajos les plus notables des années 1980 sont Luis Herrera, vainqueur du Tour d'Espagne, et Fabio Parra, premier colombien à monter sur le podium du Tour de France. Dans la décennie 2010, Nairo Quintana se distingue en remportant le Tour d'Italie 2014 (devant son compatriote Rigoberto Uran), le Tour d'Espagne 2016, en en terminant deux fois deuxième du classement général du Tour de France, en 2013 et 2015. 
Egan Bernal est le premier colombien à remporter le tour de France, lors de l'édition 2019, en s'imposant après avoir déjà remporté plus tôt dans la saison Paris-Nice et le Tour de Suisse, affirmant ainsi son statut de star du peloton international.
Parmi les Escarabajos de la « nouvelle génération » du cyclisme colombien, se sont également distingués notamment Esteban Chaves, Sergio Luis Henao, Miguel Ángel López, Jarlinson Pantano, Winner Anacona, Darwin Atapuma, Fernando Gaviria, Carlos Betancur, Dayer Quintana, Sebastián Henao, Rodolfo Torres, Fabio Duarte, Sergio Higuita, Janier Acevedo, Jhonatan Restrepo, Edwin Ávila et Rodrigo Contreras. 